# Hydro-Congo
Hydro-Congo était une compagnie pétrolière de République du Congo appartenant à l'État, et opérant de 1973 à 2002. Créée sous la présidence de Marien Ngouabi afin d'assurer l'indépendance énergétique du Congo, elle avait pour mission de gérer la distribution des produits pétroliers à travers le pays et de mettre en valeur ses richesses pétrolières. Elle exploitait notamment la Congolaise de raffinage (Coraf), ainsi que de nombreuses stations essences. 
Hydro-Congo a bénéficié d'un monopole jusqu'en 1990, année où le manque de rentabilité de la compagnie pousse le président Denis Sassou-Nguesso à autoriser des compagnies étrangères à entrer sur le marché congolais. La privatisation de la compagnie est par la suite envisagée, mais n’aboutit pas. En 2002, le gouvernement annonce finalement la liquidation d'Hydro-Congo. Certaines de ses activités sont reprises par des compagnies occidentales, tandis que la Société nationale des pétroles du Congo (SNPC), créée en 1998, reprend ses activités de distribution des produits pétroliers raffinés.
Avant sa dissolution, Hydro-Congo employait 720 personnes et commercialisait 300 000 tonnes d'hydrocarbures par an, pour un chiffre d’affaires de 10 milliards de FCFA.

## Historique

### Création
À la suite du premier choc pétrolier de 1973, le président Marien Ngouabi demande aux sociétés pétrolières, qui se partageaient le marché intérieur jusqu'ici, de modérer le prix du carburant à la pompe. Devant leur refus, le gouvernement, qui souhaitait contrôler ce pan de l'économie depuis la fin des années 1960, décide de nationaliser tout le secteur congolais des hydrocarbures. 
Le 4 juin 1973, une ordonnance présidentielle supprime l'ensemble de ces anciennes sociétés, et transfère leur patrimoine dans une nouvelle entreprise publique gérée par l'État : la Société nationale de recherche et d'exploitation pétrolière, aussi appelée Hydro-Congo. La mission de cette nouvelle société est alors de mettre en valeur les richesses pétrolières du Congo, et de gérer la distribution des produits pétroliers à travers le pays, afin notamment de satisfaire la demande intérieure et d'assurer l'indépendance énergétique du Congo.  
La compagnie gère de nombreuses stations essences, et opère également la raffinerie de pétrole de la Congolaise de raffinage (Coraf), basée à Pointe-Noire, qu'elle détient à 60 %, les 40 % restants étant détenus par la Société nationale Elf Aquitaine (SNEA),.

### Problèmes financiers
Hydro-Congo se révèle une compagnie peu rentable. L'État lui-même omet de payer plusieurs des prestations qu'il sollicite de cette société. Le népotisme est une pratique courante, illustrée par la présence de Maurice Sassou-Nguesso, le frère du président Denis Sassou-Nguesso, au sein de la compagnie durant les années 1980, dont il est le « commissaire politique ». En outre, le sureffectif (jusqu'à 1 483 salariés à la fin des années 1980) absorbe 50 % du chiffre d'affaires de la compagnie. 
À la fin des années 1980, l'entreprise est en faillite, ce qui pousse le Fonds monétaire international (FMI) à demander sa restructuration ou sa privatisation. En 1988, le gouvernement annonce donc vouloir privatiser la compagnie, mais des mouvements de grève importants ralentissent le processus. En 1990, le président Denis Sassou-Nguesso décide de fragiliser la position de monopole dont bénéficiait Hydro-Congo jusqu'ici, en ouvrant certains pans du marché à la concurrence étrangère. Des entreprises occidentales, telles qu'Amoco, British Petroleum, Shell ou encore Chevron, en profitent alors, et obtiennent l'autorisation de vendre des produits pétroliers raffinés au Congo.
Sous la présidence de Pascal Lissouba, Hydro-Congo continue d'opérer mais les réformes se font attendre. L'entreprise est endettée : elle doit 16 milliards de franc CFA au Trésor congolais, et 24 milliards de FCFA à sa filiale, la Coraf. En 1993, l'État, lui-même en difficulté financière, arrête brièvement de lui verser des subventions. En outre, son directeur Aimé Portella est contesté par les employés, l'accusant de mauvaise gestion financière et de favoritisme.
En 1997, Shell et Elf Aquitaine signent un partenariat visant à racheter Hydro-Congo, mais la guerre civile met un terme à ce projet.

### Dissolution
En mars 2001, à la suite du retour de Denis Sassou-Nguesso au pouvoir après la guerre civile, Total (successeur de Elf Aquitaine) et Shell signent un nouveau partenariat avec le régime pour racheter Hydro-Congo. La compagnie emploie à cette période 720 personnes et commercialise 300 000 tonnes d'hydrocarbures par an, pour un chiffre d’affaires de 10 milliards de FCFA. La dissolution de l'entreprise est cependant finalement décidée le 6 août 2002 par les autorités lors d'un conseil d'administration, présidé par Bruno Itoua (PDG de la SNPC) et en présence d'André Obami Itou (en), directeur-général d'Hydro-Congo,. 
Un comité, dirigé par Bruno Itoua, est alors mis en place pour assurer une période de transition. Une partie des activités d'Hydro-Congo est reprise par des entreprises occidentales, qui embauchent également 300 des 720 employés que comptait l'entreprise. La Société nationale des pétroles du Congo (SNPC), créée en 1998, reprend quant à elle ses activités de distribution de produits pétroliers raffinés, ainsi que la gestion de la Congolaise de raffinage (Coraf). 
La dissolution d'Hydro-Congo mène également à la création, en août 2002, de la Société commune de logistique (SCLOG), afin de gérer le stockage et le transport des carburants sur l’ensemble du territoire.